# Lindmania oliva-estevae
Lindmania oliva-estevae är en gräsväxtart som beskrevs av Julian Alfred Steyermark, Lyman Bradford Smith och Bruce K. Holst. Lindmania oliva-estevae ingår i släktet Lindmania och familjen Bromeliaceae. Inga underarter finns listade i Catalogue of Life.